# 1437 Diomedes
Az 1437 Diomedes (ideiglenes jelöléssel 1937 PB) egy kisbolygó a Naprendszerben. Karl Wilhelm Reinmuth fedezte fel 1937. augusztus 3-án, Heidelbergben. A Jupiter pályáján keringő Trójai csoport tagja.